# Piotr Machalica
Piotr Machalica (ur. 13 lutego 1955 w Pszczynie, zm. 14 grudnia 2020 w Warszawie) – polski aktor teatralny, filmowy, telewizyjny i dubbingowy, wykonawca piosenki aktorskiej.

## Życiorys

### Wczesne lata
Urodził się i wychowywał w Pszczynie jako syn Maryli i aktora Henryka Machalicy. Wywodził się z aktorskiej rodziny. Miał starszych braci–bliźniaków (ur. 7 lutego 1952): Krzysztofa, instruktora sportowego Zastalu Zielona Góra, i Aleksandra, aktora Poznańskiego Teatru Nowego, oraz dwie przyrodnie siostry. W 1962, kiedy miał siedem lat wraz z rodziną zamieszkał w Zielonej Górze w mieszkaniu przeznaczonym dla aktorów Teatru Lubuskiego.
Uczęszczał do zielonogórskiej Szkoły Podstawowej nr 2 im. Bolesława Chrobrego przy ul. Długiej. Po rozwodzie rodziców w sierpniu 1969 przeniósł się z ojcem do Warszawy, gdzie uczęszczał do XLI Liceum Ogólnokształcącego im. Joachima Lelewela. Imał się różnych zajęć, m.in. był pomocnikiem bibliotekarza i fotografa oraz wykonywał różne prace rzemieślnicze w Teatrze Narodowym. Pracował w izbie wytrzeźwień, rozważał też pójście do seminarium duchownego. W 1981 ukończył studia na PWST w Warszawie.

### Kariera ekranowa
Po raz pierwszy trafił na ekran jeszcze podczas studiów jako mnich w filmie poetyckim fantasy Lecha Majewskiego Rycerz (1979) z Piotrem Skargą w roli tytułowej. W serialu Janusza Zaorskiego Punkt widzenia (1980) pojawił się jako kolega Włodka (Bogusław Linda). Za rolę ks. Piotra Wawrzyniaka w serialu historycznym Jerzego Sztwiertni Najdłuższa wojna nowoczesnej Europy (1981) otrzymał nagrodę I stopnia przewodniczącego Komitetu ds. Radia i TV za osiągnięcia aktorskie. Wystąpił w roli kierownika domu kultury w dramacie politycznym Feliksa Falka Sny i marzenia (1981). Wkrótce zagrał główne role w kilku uznanych produkcjach Jacka Bromskiego: jako Jan Tarnowski, brat Stefana (Bogusław Linda) w dramacie psychologicznym Ceremonia pogrzebowa (1984), jako milicjant kapitan Popczyk w dramacie sensacyjnym Zabij mnie glino (1987), w roli seksuologa Olgierda Pasikonika w komedii erotycznej Sztuka kochania (1989) oraz jako Henryk Kowalczyk w dramacie politycznym Kuchnia polska (1991) i melodramacie 1968. Szczęśliwego Nowego Roku (1992). U Janusza Kijowskiego zagrał w Maskaradzie (1986) i Stanie strachu (1988). W ekranizacji powieści Fiodora Dostojewskiego Biesy (Les Possédés, 1988) w reż. Andrzeja Wajdy zagrał postać Maurycego Nikołajewicza. W 1991 otrzymał Nagrodę im.Stanisława Wyspiańskiego.
Krzysztof Kieślowski zaangażował go do roli Romana w melodramacie Krótki film o miłości (1988) i Dekalogu IX (1988) oraz epizodu jako człowiek pod kantorem w czarnej komedii Trzy kolory. Biały (1993). W komedii Krzysztofa Krauzego Nowy Jork, czwarta rano (1988) wystąpił jako Wacek, kucharz w barze „Błysk” i perkusista. Wziął udział w produkcjach Janusza Majewskiego – serialu Bar Atlantic (1996), Złocie dezerterów (1998) i Kameleonie (2001). W dramacie Andrzeja Żuławskiego Szamanka (1996) wystąpił w podwójnej roli - jako ojciec Anny (Agnieszka Wagner) i mężczyzna bez nóg na dworcu. W dramacie sensacyjnym Marka Kondrata Prawo ojca (1999) pojawił się jako Robert, przyjaciel Michała (Marek Kondrat). W 2011 odebrał nagrodę Wielki Ukłon na Festiwalu Filmowym Quest Europe w Zielonej Górze.

### Kariera sceniczna
W latach 1981–2006 występował w Teatrze Powszechnym w Warszawie, gdzie odniósł sukces w roli przyjaciela domu Alfreda w komedii Aleksandra Fredry Mąż i żona (1993) w reż. Krzysztofa Zaleskiego, za którą w 1995 otrzymał nagrodę w plebiscycie publiczności dla Najprzyjemniejszego Aktora na I Ogólnopolskim Festiwalu Sztuk Przyjemnych w Łodzi, a jego ostatnią rolą w Powszechnym był Kasper w komedii Aleksandra Fredry Gwałtu, co się dzieje! (2006) w reż. Gabriela Gietzky’ego.
Grał w warszawskich teatrach: Prezentacje (1983), Ochoty (1985), Na Targówku (1989-1999), Ateneum (1991–2003), Studiu Buffo (1994–1996, 2014), Komedia (2002–2005), Nowym (2002), Muzycznym „Roma” (2002), Syrena (2004), Na Woli (2006), Narodowym (2006), Bajka (2007–2008), Polonia (2008–2020), Och-Teatrze (2010–2020), 6. piętro (2015) oraz Nowym w Poznaniu (2001), Rozrywki w Chorzowie (2007), Atelier im. Agnieszki Osieckiej w Sopocie (2010–2015) i im. Jaracza w Olsztynie (2016).
Był uznanym wykonawcą piosenki aktorskiej. Śpiewał głównie piosenki Okudżawy i Brassensa. W 1986 otrzymał nagrodę na XXIII Krajowym Festiwalu Piosenki Polskiej w Opolu za wykonanie „Piosenki pieska pokojowego”, która była bardzo czytelną aluzją polityczną. W jego repertuarze były też piosenki Wojciecha Młynarskiego i Jana Wołka. Wydał płyty: Złota kolekcja: Portret muzyczny: Brassens i Okudżawa (2002), Moje chmury płyną nisko (2012), Piaskownica (2015) i Mój ulubiony Młynarski (2019).
Od 1 lipca 2006 do 2018 był dyrektorem artystycznym Teatru im. Mickiewicza w Częstochowie. W 2014 otrzymał Złoty Liść Retro na Festiwalu Piosenki Retro im. Mieczysława Fogga w Warszawie dla przedstawienia Hemar w chmurach. Kabaret. Z częstochowską publicznością jako dyrektor pożegnał się śpiewanym spektaklem MACHALista przebojów (2018).

## Życie prywatne

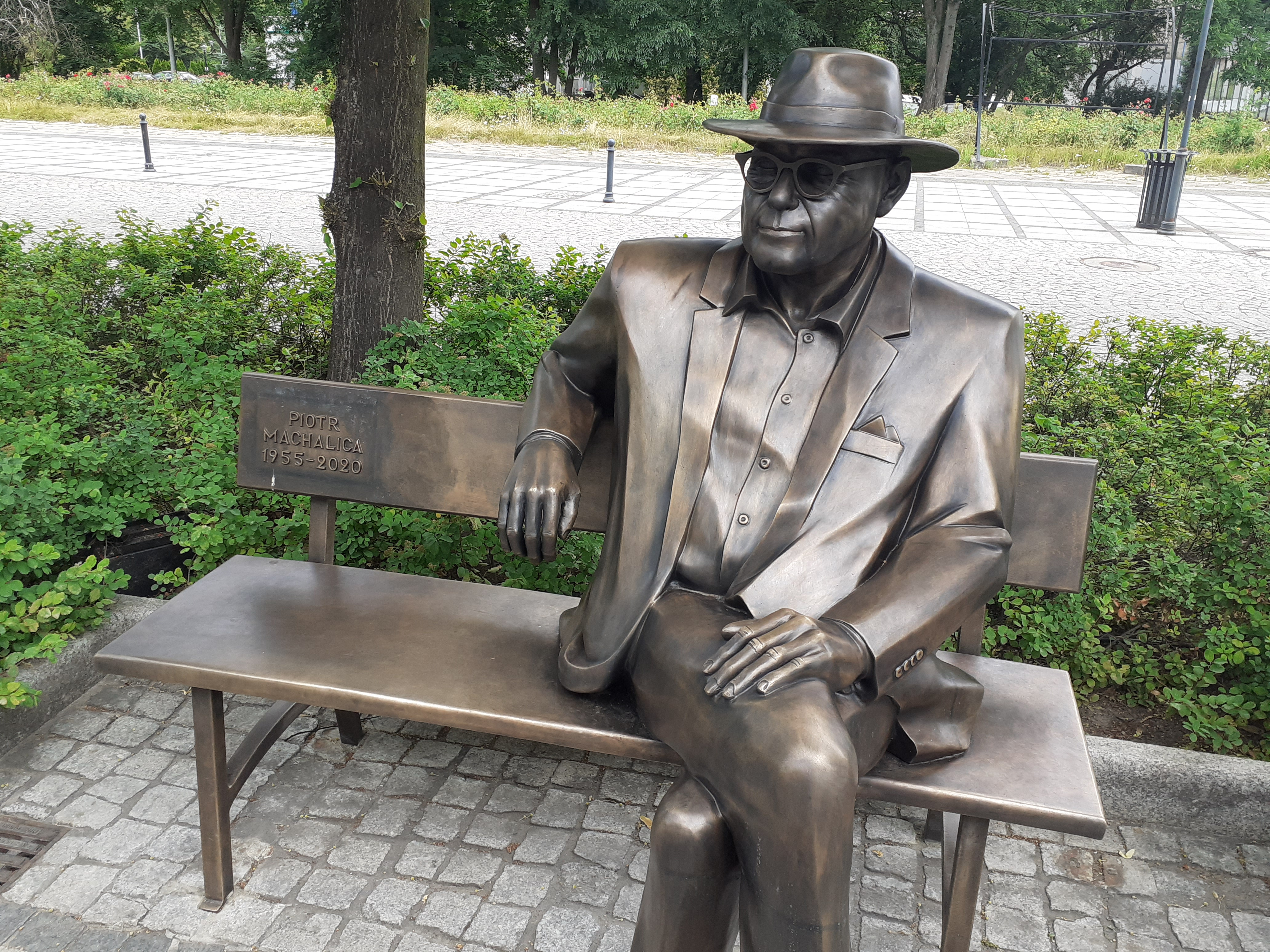
Ławeczka Piotra Machalicy w Częstochowie.

W latach 1985–2005 był żonaty z aktorką Małgorzatą, z którą miał dwoje dzieci: Franciszka (ur. 1982) – grafika, i Sonię (ur. 1985). W latach 1999–2007 był związany z aktorką Edytą Olszówką. 19 września 2020 poślubił Aleksandrę Sosnowską. W 2013 przeszedł operację serca.
W nocy z 13 na 14 grudnia 2020, pogotowie zabrało Piotra Machalicę w ciężkim stanie z domu do szpitala. Aktor został wprowadzony w śpiączkę farmakologiczną i podłączony do respiratora. Zmarł 14 grudnia nad ranem w Centralnym Szpitalu Klinicznym MSWiA w Warszawie w wieku 65 lat. Był zakażony wirusem SARS-CoV-2. 18 grudnia odprawiona została msza pogrzebowa w Kościele św. Brata Alberta i św. Andrzeja Apostoła w Warszawie. Następnego dnia urnę z jego prochami złożono w grobie rodzinnym żony na Cmentarzu św. Rocha w Częstochowie (sektor 1, rząd A, miejsce 8A).
1 lipca 2022 roku w Częstochowie została odsłonięta ławeczka aktora.

## Odznaczenia i nagrody

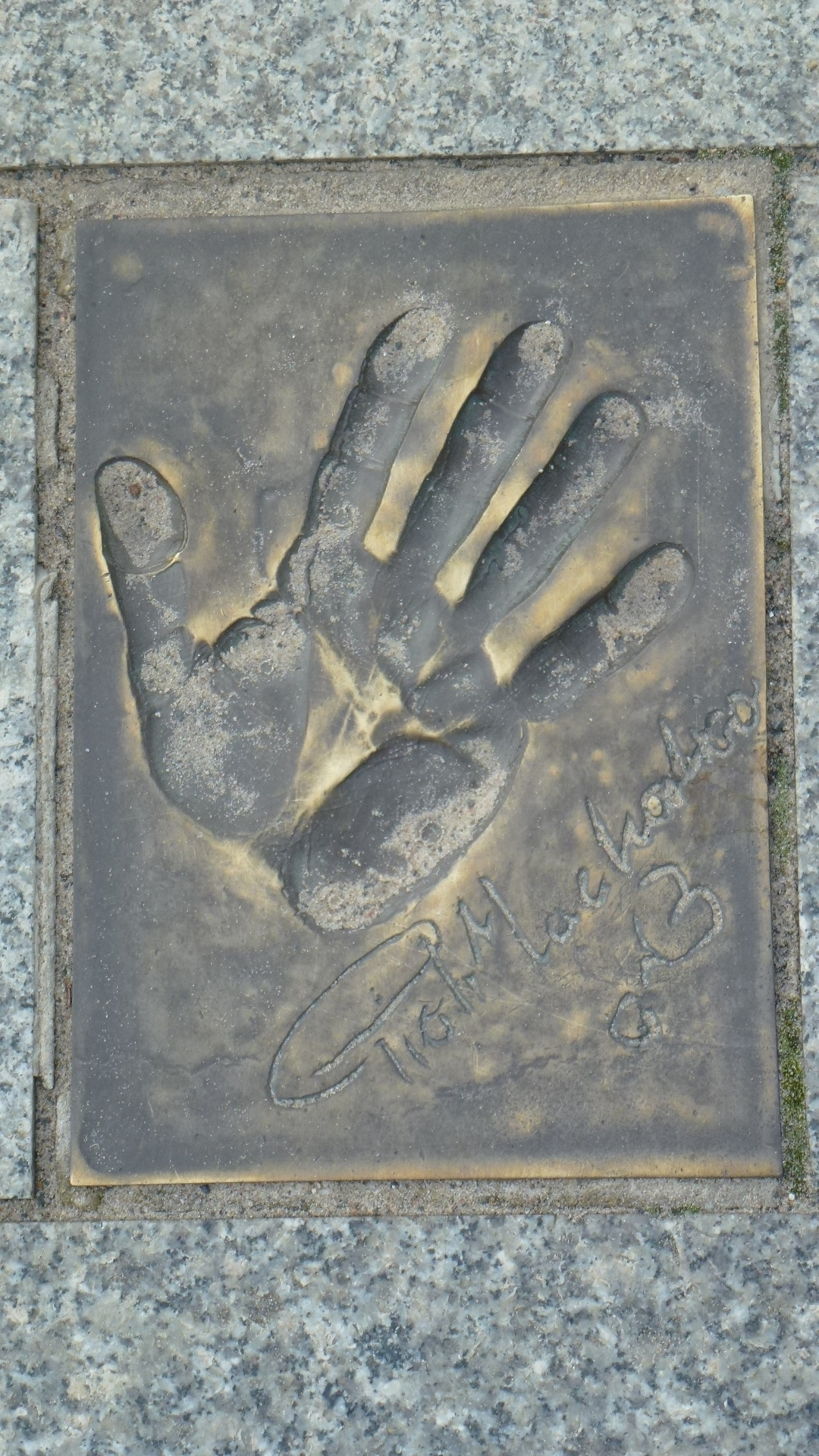
Odcisk dłoni w Promenadzie Gwiazd w Międzyzdrojach

- 1997: Odznaka „Zasłużony Działacz Kultury”
- 2005: Srebrny Medal „Zasłużony Kulturze Gloria Artis”

## Filmografia

### Aktor
- 1979: Rycerz jako mnich
- 1980: Punkt widzenia jako kolega Włodka
- 1981: Najdłuższa wojna nowoczesnej Europy jako Piotr Wawrzyniak (odc. 7-12)
- 1981: Był jazz jako kierownik domu kultury
- 1983: Adopcja jako sędzia
- 1983: Sny i marzenia jako Tomasz
- 1984: 111 dni letargu jako więzień w szpitalu
- 1984: Ceremonia pogrzebowa jako Jan
- 1984: Idol jako właściciel pokoju wynajmowanego przez Sołtana
- 1984: Umarłem, aby żyć jako więzień z celi Wójcika
- 1985: Labirynt jako Janusz
- 1985: Medium jako Gauleiter
- 1985: Pan W. jako magister
- 1985: Rośliny trujące jako mecenas Juliusz, brat Adama
- 1985: Temida jako Franciszek Fikus, współlokator Rumienia
- 1986: Bohater roku jako redaktor Tadeusz Odyniec
- 1986: Maskarada jako Włodzio
- 1986: Trio jako Janusz Jóźwiak
- 1986: Weryfikacja jako Olgierd
- 1987: Anioł w szafie jako aktor
- 1987: Dorastanie jako redaktor Zbigniew Kamiński (odc. 1, 3 i 6)
- 1987: Łuk Erosa jako Zdzich Miechowski
- 1987: Zabij mnie glino jako Popczyk
- 1987: Bez grzechu jako doktor Syski
- 1988: Biesy jako Maurycy
- 1988: Błąd w rachunku jako Tomasz Sokalski
- 1988: Dekalog IX jako Roman
- 1988: Krótki film o miłości jako Roman
- 1988: Nowy Jork, czwarta rano jako Wacek
- 1988: Kapitał, czyli jak zrobić pieniądze w Polsce jako Piotr Nowosad
- 1988: Stan strachu jako Byś
- 1989: Sztuka kochania jako Olgierd Pasikonik
- 1990: Maria Curie jako Jean Perrin
- 1991: Panny i wdowy jako doktor Piotr (odc. 2)
- 1991: Panny i wdowy jako doktor Piotr
- 1991: Tak tak jako Jan Miksiński
- 1991: V.I.P. jako Rafał
- 1991–1993: Kuchnia polska jako Henryk Kowalczyk
- 1991: Kuchnia polska jako Henryk Kowalczyk
- 1992: 1968. Szczęśliwego Nowego Roku jako Henryk Kowalczyk
- 1992: Enak jako Steve Good
- 1992: Sauna jako Milos
- 1992: Smacznego, telewizorku jako ojciec
- 1993: Polski crash jako komisarz Radkowski
- 1993: Trzy kolory. Biały jako człowiek pod kantorem
- 1995: Maszyna zmian jako ojciec Mikołaja (odc. 4)
- 1995: Nic śmiesznego jako Miki, starszy brat Adama (w dorosłości)
- 1995: Pestka jako Paweł
- 1995: Sukces jako Henryk Jakubowski
- 1996: Bar Atlantic jako Poznański
- 1996: Maszyna zmian. Nowe przygody jako tata Mikołaja (odc. 3)
- 1996: Szamanka jako ojciec Hanki
- 1997: Pokój 107 jako docent Bochniak
- 1998: Ekstradycja 3 jako generał Bogusław Góra
- 1998: Siedlisko jako Robert
- 1998: Złoto dezerterów jako porucznik Lotka
- 1999: Ja, Malinowski jako Artur Oziębło
- 1999: Prawo ojca jako Robert
- 2000: Nieznana opowieść wigilijna jako Skrudziak
- 2000: Sukces jako Henryk Jakubowski
- 2000: 13 posterunek 2 jako dyrektor szkoły (odc. 1, 20 i 26)
- 2001: Na dobre i na złe jako kardiochirurg Sam, przyjaciel Burskich (odc. 82-85)
- 2001: Garderoba damska jako Tadeusz Olszewski (odc. 7)
- 2001: Kameleon jako Leon Kamelski
- 2001: Kameleon (serial) jako Leon Kamelski
- 2002: Dzień świra jako psychoanalityk
- 2002: Psie serce jako Michał, mąż Ewy (odc. 5)
- 2003–2004: Rodzinka jako Jerzy Leszczyński
- 2004: Męskie-żeńskie jako ojciec Zosi (odc. 4)
- 2004: Pensjonat pod Różą jako Andrzej Ligęza (odc. 5)
- 2005: Dom niespokojnej starości jako doktor Maurycy Wiński
- 2006: Niania jako krytyk Wojciech Romanowski (odc. 24)
- 2006: Wszyscy jesteśmy Chrystusami jako lekarz
- 2006–2007: Dwie strony medalu jako kardiolog Gawlik (odc. 4, 5 i 86)
- 2007: Świat według Kiepskich jako nadprokurator Gnat (odc. 266)
- 2007–2009: Złotopolscy jako Chris Kamieniecki
- 2008: Mała wielka miłość jako ginekolog.
- 2008: Mała wielka miłość jako ginekolog (odc. 2)
- 2008: Egzamin z życia jako profesor Hronostaj, wykładowca Dominiki (odc. 101, 104 i 110)
- 2010: 15 fotografii jako Rudek
- 2011: Komisarz Alex jako Hubert Chowaniec (odc. 6)
- 2011: Prosto w serce jako Andrzej Biernat, ojciec Moniki
- 2013: Stacja Warszawa – jako szef Marcina
- 2014: Mur jako lekarz
- 2015: O mnie się nie martw jako profesor (odc. 27)
- 2016: Kochaj! jako ojciec Sawy
- 2017: Miasto skarbów jako Jerzy Starka (odc. 2)
- 2018–2019: Pod powierzchnią – jako ojciec Marty (odc. 3, 12)
- 2019: Zasada przyjemności jako patolog Gustaw (odc. 1, 2, 9)
- 2019: Pisarze. Serial na krótko jako ksiądz Łukasz (odc. 1)
- 2019: Ojciec Mateusz jako Jerzy Reguski (odc. 267)
- 2019: Adwokat jako dziekan
- 2020: Zieja jako kardynał Aleksander Kakowski
- 2020: Szczęścia chodzą parami
- 2020: Brigitte Bardot cudowna jako profesor De Louri

### Polski dubbing
- 1995: Pociąg do wolności jako Lion Feuchtwanger
- 1998: Airline Tycoon jako Igor Tupolewski
- 2001: Psy i koty jako Butch
- 2005: Czerwony Kapturek – prawdziwa historia jako Wilk
- 2005: Opowieści z Narnii: Lew, czarownica i stara szafa jako Aslan
- 2005: Kurczak Mały jako Piotruś, Tata Obcy
- 2006: Garfield 2 jako książę
- 2008: Małpy w kosmosie jako Houston
- 2008: Opowieści z Narnii: Książę Kaspian jako Aslan
- 2010: Opowieści z Narnii: Podróż Wędrowca do Świtu jako Aslan
- 2011: Crysis 2 jako pułkownik Sherman Barclay
- 2012: Dino mama jako Diego
- 2014: Samoloty 2 jako Puławski

### Oprawa muzyczna
- 1986: Na kłopoty… Bednarski – piosenka: Tres bien, sehr gut
- 1989: Sztuka kochania – piosenka: W kieszeniach spodni noszę jazz

## Dyskografia

### Solowa
- 2002: Portret muzyczny: Brassens i Okudżawa, Polskie Radio
- 2012: Moje chmury płyną nisko, Rockers Publishing
- 2015: Piaskownica, Mystic Production
- 2019: Mój ulubiony Młynarski, Sony Music Entertainment Poland

### We współpracy
- 2015: Kuba Blokesz i Piotr Machalica – Lwów. Szkice miejskie, Dalmafon

### Gościnnie
- 2009: Terapia Jonasza – piosenki ze spektaklu, Luna Music